# Por los siglos
Por los siglos es el vigésimooctavo álbum de estudio del cantautor y compositor mexicano Juan Gabriel. El 9 de octubre de 2001. BMG México presidida por Antonio Blanco, para celebrar su 30° aniversario de su carrera, el cantautor graba un álbum que consta de 10 canciones regrabadas.

## Lista de canciones[2]
| N.º | Título                  | Duración |  |
| 1.  | «Querida»               | 5:02     |  |
| 2.  | «Te Sigo Amando»        | 2:58     |  |
| 3.  | «Catalina»              | 4:22     |  |
| 4.  | «Se Me Olvidó Otra Vez» | 4:37     |  |
| 5.  | «El Noa Noa»            | 5:42     |  |
| 6.  | «Inocente Pobre Amigo»  | 4:20     |  |
| 7.  | «Pero Que Necesidad»    | 4:53     |  |
| 8.  | «Siempre En Mi Mente»   | 3:21     |  |
| 9.  | «La Diferencia»         | 2:36     |  |
| 10. | «Debo Hacerlo»          | 7:23     |  |